# Dahlgrenius gigas
Dahlgrenius gigas är en skalbaggsart som först beskrevs av Vienna in Penati och Vienna 1993.  Dahlgrenius gigas ingår i släktet Dahlgrenius och familjen stumpbaggar. Inga underarter finns listade i Catalogue of Life.